# Opawica

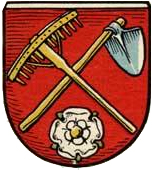
Nieoficjalny herb wsi Opawica

Opawica (dawniej Opawice, śl. Troplowice, cz. Opavice, niem. Tropplowitz lub Troplowitz) – wieś (dawniej miasto) w Polsce położona w województwie opolskim, w powiecie głubczyckim, w gminie Głubczyce.
Opawica uzyskała lokację miejską w 1377 roku, zdegradowana w 1742 roku. W latach 1975–1998 miejscowość administracyjnie należała do ówczesnego województwa opolskiego.
We wsi ma swoją siedzibę leśnictwo Opawica, które należy do nadleśnictwa Prudnik (obręb Prudnik).

## Położenie
Wieś leży na granicy polsko-czeskiej. 

## Historia
Powstała w wyniku podziału w XVII wieku, po wojnie sukcesyjnej, miejscowości Tropplowitz na część austriacką i pruską. Po drugiej wojnie światowej część pruska, która przypadła Polsce, otrzymała nazwę Opawica, a część miejscowości leżąca w granicach Czechosłowacji - Opavice (obecnie dzielnica miasta Město Albrechtice).

## Zabytki
Do wojewódzkiego rejestru zabytków wpisany jest kościół par. pw. Świętej Trójcy, z l. 1701-1796, 1829 r. (wypisany z księgi rejestru).

## Przyroda
Wioska znajduje się w Obszarze Chronionego Krajobrazu Rejon Mokre - Lewice.

## Szlak turystyczny
W 2011 roku wyznaczono czerwony szlak turystyczny ze wsi na wierzchołek granicznej góry Hraniční vrch (541 m n.p.m., brak nazwy polskiej). Szlak o długości 3,3 km biegnie drogą w kierunku miejscowości Město Albrechtice, a po osiągnięciu granicy skręca w prawo i biegnie wzdłuż niej ku szczytowi. Na wierzchołku po czeskiej stronie znajdują się dwie metalowe wieże z 1980 r., przeznaczone pierwotnie do przekazywania sygnału telefonicznego drogą radiową. Od 4 października 2011 r. służą one jako wieże widokowe, połączone 25-metrowym pomostem-łącznikiem.

## Transport
W wiosce jest drogowe miejsce przekraczania granicy Opawica - Město Albrechtice z Czechami dla samochodów do 3,5 t.

## Parafia
Parafia rzymskokatolicka pw. Trójcy Świętej w Opawicy. Pierwszą wzmiankę o kościele odnotowano w 1410. Obecny został zbudowany z kamienia w latach 1701-1706 na miejscu starszego w którego w 1683 uderzył piorun i spłonął. W 1670 włamano się do zakrystii, ukradziono wówczas dwa kielichy, dużą lampę i kadzielnice. W 1787 nastąpiło kolejne włamanie, skradziono 4 kielichy. W 1772 powstała oryginalna ambona w formie łodzi, za której wykonanie artysta Hartmann z Barda Śląskiego. Poddano ją renowacji w 2009 r.

## Znane osoby związane z miejscowością
- Henry Mosler (1841–1920) - urodził się w Troplowicach, amerykański malarz pochodzenia żydowskiego.